# ميك لامبرت
ميك لامبرت (بالإنجليزية: Mick Lambert)‏ (20 مايو 1950 ببلشم في المملكة المتحدة - ) هو لاعب كرة قدم بريطاني في مركز جناح. لعب مع إيبسويتش تاون ونادي بيتربورو يونايتد وفانكوفر وايتكابس ونادي إيسترن سبورتس ونادي تشيلمسفورد وهايلاندز بارك ‏ وNewmarket Town F.C. ‏.

## وصلات خارجية
- ميك لامبرت على موقع قاعدة بيانات كرة القدم.إي يو (الإنجليزية)